# Aeroportul Khamti
Aeroportul Khamti (IATA: KHM, ICAO: VYKI) este un aeroport din Sagaing Region⁠(d), Myanmar ce deservește zona Singkaling Hkamti⁠(d).
Situat la o altitudine de 206 m, aeroportul dispune de o singură pistă.